# Pont Guillaume-le-Conquérant
Ne doit pas être confondu avec Pont Guillaume.
Le pont Guillaume-le-Conquérant est un pont routier sur la Seine à Rouen (Seine-Maritime).

## Situation
Situé en aval du pont Jeanne-d'Arc et en amont du pont Gustave-Flaubert, il marque la limite de la partie du fleuve accessible aux navires de mer. Il a été mis en service le 23 février 1970.

## Historique
Il porte le nom de Guillaume le Conquérant, duc de Normandie.
En 1952, il fut question d'un pont levant qui aurait dû se trouver à l'aplomb du boulevard des Belges (axe de l'ancien pont transbordeur), et aurait dû se nommer pont des Belges.
En journée, il se distingue des autres franchissements par sa couleur orange, tandis que, la nuit, il est mis en valeur par un éclairage de couleur bleue.
Le 24 décembre 2023, une grue de péniche s'encastre dans le pont, nécessitant la fermeture d'une voie de circulation dans le sens rive gauche-rive droite.

## Descriptif
Il permet le passage à deux voies de circulation pour automobiles ainsi que de deux trottoirs. La vitesse est limitée à 50 km/h. Sa présence permet la continuité de la route départementale 938 de l'axe Rouen - Le Mans.
L'ouvrage actuel a été posé par : 
- Entreprise Courbot pour les fondations.

Les piétons descendent sur le quai bas Jacques-Auquetil et la promenade attenante François-Mitterrand au moyen d'un escalier en ciment situé côtés aval et amont de la Seine, qui mène sous le tablier.